# روبرت أ. شيرمان
روبرت أ. شيرمان هو محامي برتغالي، ولد في 1953 في بوسطن في الولايات المتحدة.